# Реслманія XIX
«Реслманія» (англ. «WrestleMania», в хронології відома як «Реслманія XIX») — дев'ятнадцята Реслманія в історії. Шоу проходило 30 березня 2003 року у Сієтлі в Сейфко-Філд. Це перша Реслманія, що проходила під ініціалами «WWE».
Limp Bizkit співали наживо тему Андертейкера наживо.
Ашанті виконала перед шоу «America the Beautiful».
Шоу коментували Джим Росс і Джеррі «Король» Лоулер від арени RAW та Майкл Коул і Тазз від арени  SmackDown.